# Vlkov pod Oškobrhem
Vlkov pod Oškobrhem (deutsch Wolfsberg) ist eine Gemeinde in Tschechien. Sie liegt sieben Kilometer östlich von Poděbrady und gehört zum Okres Nymburk.

## Geographie

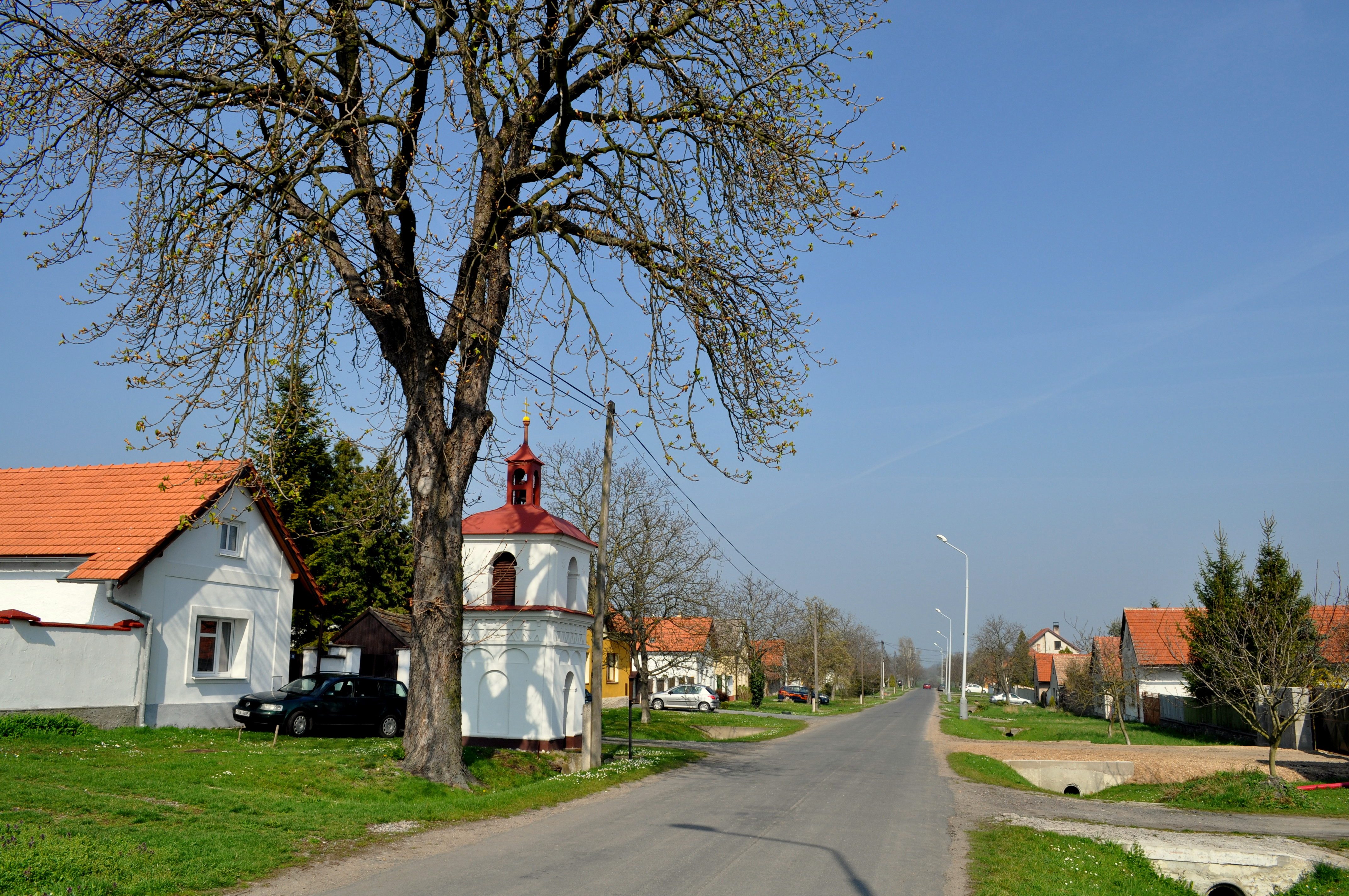
Dorfstraße von Vlkov pod Oškobrhem mit Kapelle St. Peter und Paul

Vlkov befindet sich am nördlichen Fußes des Oškobrh (Wolfsberg, 285 m) auf der Ostböhmischen Tafel. Westlich verläuft der Sánský kanál.
Nachbarorte sind Srbce und Vrbice im Norden, Opočnice im Nordosten, Kolaje im Osten, Oškobrh im Südosten, Opolany im Süden, Odřepsy und Mlýnek im Südwesten, Nové Mlýny im Westen sowie Okřínek im Nordwesten.

## Geschichte
Im Jahre 1777 begann im Zuge der Raabisation die Wiederbesiedlung der Gegend am Oškobrh, der zu dieser Zeit als Vlkovský kopec/Wolfsberg bezeichnet wurde. Um den Berg entstanden die Dörfer Srbetz (Srbce), Wolfsberg, Lustdorf und Hermannsdorf.
Die als Straßendorf nördlich unterhalb der Wallfahrtskirche St. Peter und Paul angelegte Siedlung erhielt ihren Namen nach dem Berg. 1782 wurde die Kirche im Zuge der Josephinischen Reformen aufgehoben und 1786 teilweise abgetragen. Zusammen mit den Weideflächen von Odřepsy kaufte im darauf folgenden Jahre ein Bauer aus Wolfsberg die Reste der Kapelle. Nachdem die Herrschaft Podiebrad die Kirchenruine 1798 wiedererworben hatte, ließ sie diese zu einem Hegerhaus umbauen.
Nach der Aufhebung der Patrimonialherrschaften bildete Vlkov/Volfsberk/Wolfsberg ab 1850 eine Gemeinde im Bezirk Poděbrady. 1948 wurde der Gemeindenamen zur Unterscheidung von einem unweit gelegenen weiteren Dorf Vlkov um den Zusatz pod Oškobrhem erweitert. Zum 1. Januar 1961 kam die Gemeinde zum Okres Nymburk.

## Gemeindegliederung
Für die Gemeinde Vlkov pod Oškobrhem sind keine Ortsteile ausgewiesen. Zu Vlkov pod Oškobrhem gehört die Ortslage Kostelíček (Gut Wolfsberg).

## Sehenswürdigkeiten
- Oškobrh, Aussichtspunkt und archäologische Fundstätte
- Kapelle